# Fistulobalanus pallidus
Fistulobalanus pallidus är en kräftdjursart som först beskrevs av Darwin 1854.  Fistulobalanus pallidus ingår i släktet Fistulobalanus och familjen havstulpaner. Inga underarter finns listade i Catalogue of Life.